# Hotel Costa Galana
El Hotel Costa Galana es un establecimiento cinco estrellas que se encuentra frente a Playa Grande, en la costa de la ciudad balnearia argentina Mar del Plata.

## Descripción
Fue proyectado por el estudio de arquitectura Mario Roberto Álvarez y Asociados en 1986, pero las obras se extendieron y fue inaugurado recién en 1995. Recibió su nombre de una descripción de la zona donde hoy se encuentra la ciudad, realizada por el adelantado español Juan de Garay, que recorrió esa “costa galana” en 1581. Como curiosidad, se recuerda que en el año 1938 el ingeniero italiano Alula Baldassarini proyectó en el mismo lugar el Gran Hotel de Mar, un inmenso y lujoso establecimiento del cual sólo llegaría a construirse parte de su basamento antes de quedar trunco, para ser demolido años más tarde. Hoy esa manzana entre las calles Saavedra y Quintana es ocupada por el Hotel Costa Galana y el Edificio Maral 45. Del otro lado de la calle Saavedra se encuentra el famoso Terraza Palace, icónico edificio escalonado que se distingue en la costa marplatense.
El edificio es administrado desde su apertura por el grupo Ha Hoteles (antes Hoteles Alvarez Arguelles), y cuenta con 186 habitaciones, de las cuales 47 son suites.

## Arquitectura
Se trata de una torre de estilo postmoderno, cuya fachada vidriada es una alternancia de franjas horizontales blancas y negras, que según el arquitecto Álvarez busca la mayor superficie con vista al mar para cada ambiente. El edificio posee tres subsuelos: el primero, ocupado por un salón de reuniones y un gran salón de convenciones ("Salón Real"); el segundo, ocupado por transformadores eléctricos y un depósito; y el tercero, por los depósitos de comestibles, lavaderos y dependencias para los empleados de servicio. El basamento del edificio ocupa toda la manzana y está compuesto por la planta baja de acceso al gran hall, y dos pisos que alojan el spa, un "miniclub" para niños, el bar y el restaurante mirando al mar, un gimnasio y la piscina al aire libre. Luego, entre los pisos 4º y 13º piso se suceden la habitaciones en suite (dieciséis en cada nivel); en los pisos 14º y 15º se encuentran las habitaciones V.I.P. y las suites Gobernador y Presidencial con amplia terraza. Finalmente, en el piso 16º (azotea) se ubica la sala de máquinas.
El Costa Galana posee un núcleo circulatorio vertical central, compuesto por tres ascensores principales, uno de servicio, un montacargas, y la escalera interna. Además, cuenta con dos escaleras exteriores de emergencia en la fachada opuesta al mar, que rematan en los extremos de los pasillos de los pisos de habitaciones. 
Desde su apertura, y junto a las Torres de Manantiales y el Hotel Sheraton Mar del Plata, el hotel marcó la llegada de Mar del Plata a la categoría cinco estrellas, luego de décadas de decadencia. Así, numerosos eventos se han realizado en los salones del Costa Galana, celebridades se han hospedado en su habitaciones, e incluso la actriz Mirtha Legrand ha realizado en su comedor sus conocidos almuerzos televisivos de verano. Así, en febrero de 2005 se convirtió en el primer cinco estrellas de lujo de Sudamérica en certificar su sistema de calidad bajo normas ISO 9001/2000.